# Mario Evaristo
Mario (Marino) Evaristo (ur. 10 grudnia 1908 w Buenos Aires, zm. 30 kwietnia 1993 w Quilmes) – argentyński piłkarz grający na pozycji napastnika, reprezentant kraju. Brat Juana Evaristo.
W Argentynie Evaristo grał w klubach Sportivo Palermo, Independiente i Boca Juniors. Wraz z klubem Boca Juniors zdobył pierwsze zawodowe mistrzostwo Argentyny w 1931 roku. Później przeniósł się do Europy, gdzie najpierw grał we włoskiej Genui, a następnie we Francji, w klubach Antibes (1936–1938) i OGC Nice (1938–1939).
Mierzący 170 cm wzrostu i ważący 68 kg Evaristo był członkiem reprezentacji Argentyny, która zdobyła wicemistrzostwo świata w 1930 roku. Był także członkiem zespołu, który zwyciężył w Copa América 1929, zdobywając mistrzostwo Ameryki Południowej.